# Anna-Lena Friedsam
Anna-Lena Friedsam (Neuwied, 1 de febrer del 1994) és una tennista professional alemanya.
Ha guanyat tres títols de dobles en el circuit WTA mentre que individualment no ha aconseguit cap títol malgrat haver disputat dues finals.

## Palmarès

### Individual: 2 (0−2)
| Llegenda                                  |
| ----------------------------------------- |
| Grand Slam (0−0)                          |
| WTA Tour Championships / WTA Finals (0−0) |
| Premier Mandatory (0−0)                   |
| Premier 5 (0−0)                           |
| Premier (0−0)                             |
| International (0−2)                       |

| Títols per superfície |
| --------------------- |
| Dura (0−2)            |
| Gespa (0−0)           |
| Terra batuda (0−0)    |

| Resultat  | Núm. | Data                 | Torneig       | Superfície | Oponent                   | Marcador      |
| --------- | ---- | -------------------- | ------------- | ---------- | ------------------------- | ------------- |
| Finalista | 1.   | 18 d'octubre de 2015 | Linz, Àustria | Dura (i)   | Anastassia Pavliutxénkova | 4−6, 3−6      |
| Finalista | 2.   | 8 de març de 2020    | Lió, França   | Dura (i)   | Sofia Kenin               | 2−6, 6−4, 4−6 |

### Dobles femenins: 8 (4−4)
| 2009 − 2020             | Després de 2021 |
| ----------------------- | --------------- |
| Grand Slam (0−0)        |                 |
| WTA Finals (0−0)        |                 |
| Premier Mandatory (0−0) | WTA 1000 (0−0)  |
| Premier 5 (0−1)         | WTA 1000 (0−0)  |
| Premier (1−0)           | WTA 500 (0−0)   |
| International (0−1)     | WTA 250 (3−2)   |

| Títols per superfície |
| --------------------- |
| Dura (2−1)            |
| Gespa (0−1)           |
| Terra batuda (2−2)    |

| Resultat   | Núm. | Data                   | Torneig               | Superfície   | Parella            | Oponents                                 | Marcador          |
| ---------- | ---- | ---------------------- | --------------------- | ------------ | ------------------ | ---------------------------------------- | ----------------- |
| Finalista  | 1.   | 19 de juny de 2016     | Mallorca, Espanya     | Gespa        | Laura Siegemund    | Gabriela Dabrowski M.J. Martínez Sánchez | 4−6, 2−6          |
| Guanyadora | 1.   | 28 d'abril de 2019     | Stuttgart, Alemanya   | Terra batuda | Mona Barthel       | A. Pavliutxénkova Lucie Šafářová         | 2−6, 6−3, [10−6]  |
| Finalista  | 2.   | 20 de setembre de 2020 | Roma, Itàlia          | Terra batuda | Raluca Olaru       | Hsieh Su-wei Barbora Strýcová            | 2−6, 2−6          |
| Finalista  | 3.   | 10 d'abril de 2021     | Bogotà, Colòmbia      | Terra batuda | Mihaela Buzărnescu | Elixane Lechemia Ingrid Neel             | 3−6, 4−6          |
| Guanyadora | 2.   | 2 d'octubre de 2021    | Nursultan, Kazakhstan | Dura         | Monica Niculescu   | Angelina Gabueva Anastasia Zakharova     | 6−2, 4−6, [10−5]  |
| Guanyadora | 3.   | 31 de juliol de 2022   | Varsòvia, Polònia     | Terra batuda | Anna Danilina      | Katarzyna Kawa Alicja Rosolska           | 6−4, 5−7, [10−5]  |
| Finalista  | 4.   | 12 de febrer de 2023   | Linz, Àustria         | Dura (i)     | Nadia Kitxenok     | Natela Dzalamidze Viktória Kužmová       | 6−4, 5−7, [10−12] |
| Guanyadora | 4.   | 16 de setembre de 2023 | Osaka, Japó           | Dura         | Nadia Kitxenok     | Anna Kalinskaya Yulia Putintseva         | 7−6(3), 6−3       |

## Trajectòria

### Individual
| Open d'Austràlia | A   | A           | Q1          | 1R          | 4R    | A           | 1R          | A           | Q1          | Q1   | Q1  | Q2 |  | 0 / 3   | 3 – 3   |
| Roland Garros | A   | Q1          | 1R          | 2R          | 1R    | A           | A           | A           | 1R          | Q3   | A   | 2R |  | 0 / 5   | 2 – 5   |
| Wimbledon | A   | Q2          | 1R          | 2R          | 3R    | A           | A           | 1R          | NC          | Q1   | Q1  | 1R |  | 0 / 5   | 3 – 5   |
| US Open | A   | Q1          | Q3          | 1R          | 1R    | A           | A           | Q3          | 2R          | Q2   | Q1  | 1R |  | 0 / 4   | 1 – 4   |
| Jocs Olímpics | A   | No celebrat | No celebrat | No celebrat | A     | No celebrat | No celebrat | No celebrat | No celebrat | 2R   | NC  | NC |  | 0 / 1   | 1 – 1   |
| Total Victòries−Derrotes | 0−0 | 0−0         | 7−10        | 11−14       | 15−14 | 0−1         | 1−2         | 7−9         | 5−4         | 5−11 | 5−3 |    |  | 63 – 76 | 63 – 76 |
| Rànquing a final d'any | 189 | 126         | 87          | 99          | 68    | 1025        | 390         | 145         | 111         | 133  | 145 |    |  |         |         |
| Llegenda: G: Guanyadora; F: Finalista; SF: Semifinalista; QF: Quarts de final; Q: Qualificació; A: Absent; RR: Round Robin; |     |             |             |             |       |             |             |             |             |      |     |    |  |         |         |

### Dobles femenins
| Open d'Austràlia | A   | A   | A           | 1R          | A           | 1R          | A     | 2R |    | 0 / 3   | 1 – 3   |
| Roland Garros | A   | 3R  | A           | A           | 3R          | 1R          | 2R    | 1R | 1R | 0 / 6   | 5 – 6   |
| Wimbledon | A   | 1R  | A           | A           | 3R          | NC          | 2R    | 1R | 1R | 0 / 5   | 3 – 5   |
| US Open | A   | 1R  | A           | A           | 3R          | 2R          | 1R    |    |    | 0 / 4   | 3 – 4   |
| Jocs Olímpics | NC  | A   | No celebrat | No celebrat | No celebrat | No celebrat | 1R    | NC | NC | 0 / 1   | 0 – 1   |
| Total Victòries−Derrotes | 3−3 | 8−4 | 2−1         | 1−2         | 15−7        | 7−11        | 14−14 |    |    | 52 – 44 | 52 – 44 |
| Rànquing a final d'any | 244 | 121 | 449         | 587         | 45          | 37          | 92    |    |    |         |         |
| Llegenda: G: Guanyadora; F: Finalista; SF: Semifinalista; QF: Quarts de final; Q: Qualificació; A: Absent; RR: Round Robin; |     |     |             |             |             |             |       |    |    |         |         |